# Guayabal de Síquima
Guayabal de Síquima es un municipio colombiano del departamento de Cundinamarca, ubicado en la Provincia de Magdalena Centro. Se encuentra a 56 kilómetros al occidente de Bogotá por la via a Manizales
En el sector noroccidental del departamento, el municipio es conocido como la Puerta de Oro del Magdalena Centro.
La cabecera municipal  se localiza a los 4°52’52” de latitud Norte y a los 74°28’10” de longitud una altitud de 1630 m s. n. m. Se encuentra en una vertiente occidental de la Cordillera Oriental, la cual se caracteriza por tener una parte quebrada, localizada al oriente del río Magdalena. Tiene bajo su jurisdicción el centro poblado: Alto del Trigo.

## Toponimia

### Origen lingüístico[3]
- Familia lingüística: Arawak / Caribe
- Lengua: Taino / Panche

### Significado
En lengua taína de las Antillas guayaba representa el fruto del árbol del guayabo. En las lenguas de la familia Arawak, gua es un demostrativo que también existe en lengua taína de las comunidades indígenas de las costas de Guyana francesa y Brasil. También Guayabal es una expresión derivada de la voz en lengua arahucana guayo, que designa un "árbol de madera dura y colorada".
El topónimo Síquima tiene su origen en el segundo del cacique de estas tierras, cuyo significado etimológico es «vuestro arroyo», siendo uno de los caciques más poderosos en la región panche.

### Origen / Motivación
El nombre de Guayabal procede del sitio donde se fundó en el poblado en 1845 y Síquima es expresión que nombró una de las familias que pertenecieron a la etnia Panche, designación también del aguerrido y valiente cacique. Síquima nombra de igual manera un río que baña al municipio, homenaje a la valentía, la corriente y el dominio de este gran dirigente nativo.

### Nombres históricos
- La Candelaria (1550)
- Inmaculada Concepción de Síquima (1721-1845)

## Historia
Guayabal de Síquima adquiere vida eclesiástica en 1721 tras el nombramiento del padre Luis Vasallo Calvo como párroco. De esta manera se inicia la construcción de veintidós casas de bahareque y cinco de tapia pisada alrededor de la plaza.
En 1739 se dividió en cuatro grandes veredas: 
- Chiniata, cuyo nombre fue dado en honor de un antiguo cacique.
- El Trigo, por haber sido la región de los Andes donde se cultivó por primera vez este grano.
- Resguardo, en recuerdo de lo que los aborígenes llamaban "Muizane", que significa refugio o resguardo.
- Manoa, en honor de un antiquísimo cacique de la región.

En 1866 estas se subdividieron en diez veredas. 
- De Chiniata se formó El Pajonal, como las plantas que se cultivan en estas montañas.
- De El Trigo se formó Picacho por el nombre de la cumbre.
- De Resguardo, se formaron Pueblo Viejo y Centro.
- De Manoa, se formó La Trinidad, nombre dado por la finca homónima que se ubica allí y que es propiedad de la familia García Sarmiento.
- De Manoa, igualmente se formaron Torres y Manoa.

En un principio el poblado fue ubicado en La Concepción, a 2.5 km de su ubicación actual, en la vereda Pueblo Viejo. Su traslado se realizó en el año de 1845 al sitio donde hoy se encuentra, buscando unas mejores condiciones para el desarrollo de la comunidad por cuanto al clima y terrenos de mejor calidad. El pueblo de Guayabal de Síquima fue fundado el 8 de diciembre de 1845. 

## Iglesia
Entre 1895 y 1900 se construyó el templo actual de la Parroquia de la Inmaculada Concepción, mientras que las construcciones de la casa cural y el cementerio fueron realizadas entre los años de 1949 y 1956. La iglesia parroquial es patrimonio cultural del departamento de Cundinamarca. Pertenece a la Diócesis de Facatativá.

## Geografía

### Límites
Guayabal de Síquima está delimitada por  Bituima,  Villeta,  Albán|, y Anolaima.

### Festividades
En Guayabal de Síquima se realizan varios eventos culturales, dentro de los que destacan los siguientes:
- Ferias y Fiestas, celebradas en julio, las cuales cuentan con la presencia de grandes artistas y en las que se destaca la exposición equina.
- Festival llanero y de otros aires.
- Fiesta de San Isidro.
- Fiesta de La Virgen del Carmen
- Día del Campesino.

## Movilidad
Desde Bogotá por la localidad de Fontibón sale por la Ruta Nacional 50 hasta Facatativá y por la misma vía hasta Albán en el norte pasando más allá de su casco urbano, se va por la variante al oeste hasta la de Guayabal de Siquima.
Por la Ruta Nacional 45 al occidente desde Puerto Bogotá en Guaduas desde el norte y el municipio de Beltrán desde el sur se va por Cumbao en San Juan de Rioseco al oriente por la variante hasta Vianí y Bituima hasta llegar también a Guayabal de Siquima.